# Fritz Wulfert
Friedrich „Fritz“ Wulfert (* 3. Oktober 1912 in Hauröden; † 23. Oktober 1987 in Hannover) war ein sozialdemokratischer Widerstandskämpfer und SPD-Funktionär.

## Ausbildung, Beruf und NS-Verfolgung

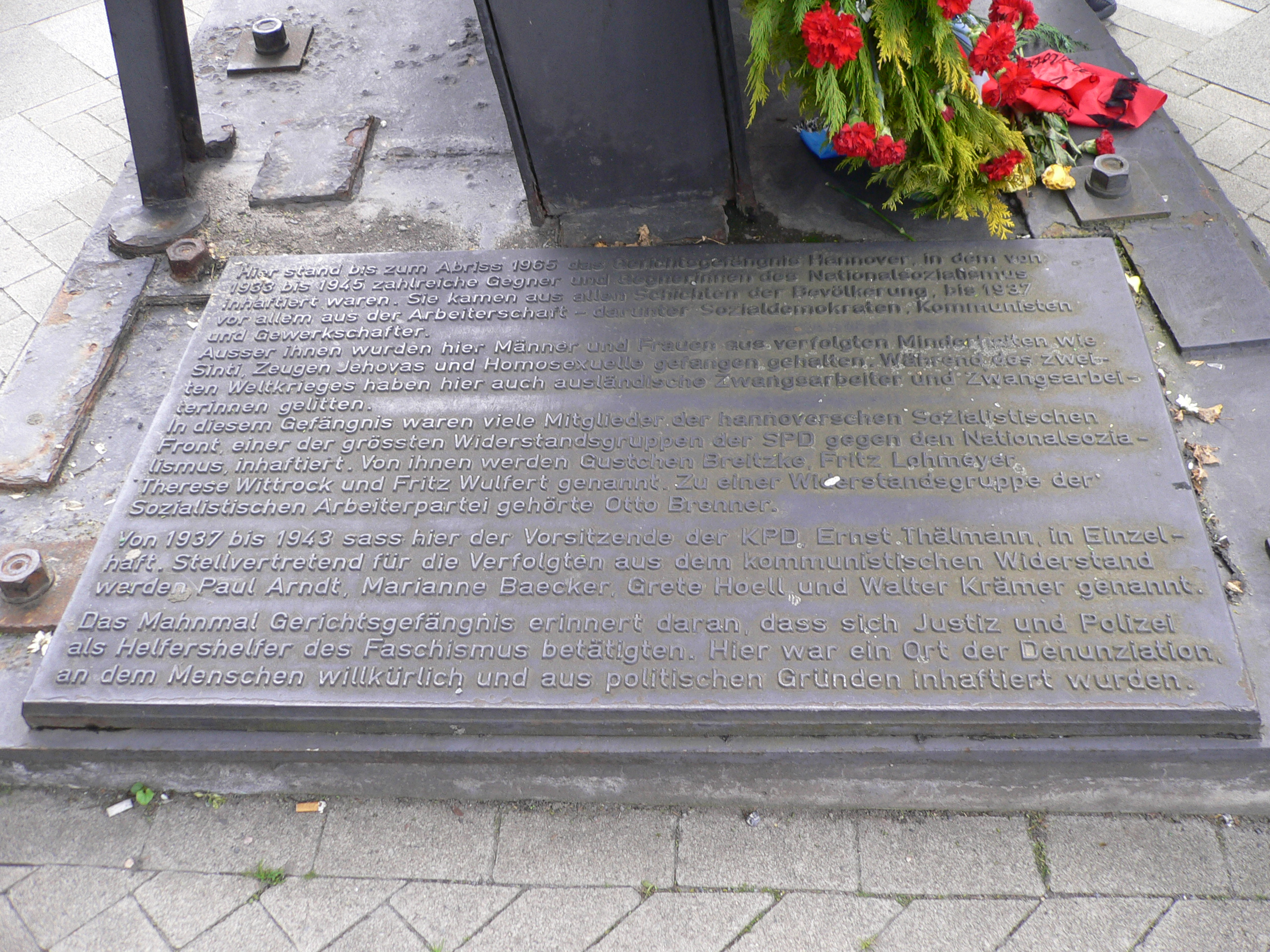
Fritz Wulfert in der Inschrift am Mahnmal Gerichtsgefängnis Hannover neben dem Pavillon am Raschplatz

Nach seiner mittleren Reife absolvierte Fritz Wulfert eine Lehre zum Werkzeugmacher und legte 1932 die Gesellenprüfung ab.
Wulfert war Mitglied im Arbeiter-Turnverein Linden. 1928 trat er in die Sozialistische Arbeiter-Jugend ein, 1929 in den Jungbanner Schwarz-Rot-Gold. 1931 wurde er Mitglied der SPD und des Deutschen Metallarbeiterverbandes.
Von November 1934 bis September 1936 arbeitete er als Werkzeugschlosser im Eisenwerk Wülfel. Als Mitglied der Widerstandsgruppe Sozialistische Front wurde er am 14. September 1936 festgenommen und im Gerichtsgefängnis Hannover inhaftiert: Am 28. Oktober 1937 verurteilte ihn das Oberlandesgericht Hamm zu einer Gefängnisstrafe von 2 Jahren. Nach seiner Haftentlassung arbeitete Wulfert wieder im Eisenwerk Wülfel.

## SPD-Funktionär und Lokalpolitiker in der Nachkriegszeit
Fast einen Monat vor dem Ende des Krieges in Deutschland, kurz nach der Befreiung Hannovers durch die 9. US-Armee am 10. April 1945, wurde Fritz Wulfert am 11. April 1945 Mitglied des Wiederaufbauausschusses in Hannover (bis zum 25. April 1945). Wulfert arbeitete auch im Büro Schumacher: Das Büro der Westzonen war die Geschäftsstelle des späteren SPD-Vorsitzenden Kurt Schumacher in der Lindener Jacobsstraße 10.
Hauptamtlich arbeitete Fritz Wulfert als Sekretär des SPD-Unterbezirks Hannover sowie – ab 1948 – als Organisationssekretär im SPD-Bezirk Hannover. Wulfert hatte zahlreiche kommunalpolitische Ämter auf Gemeinde- und Kreisebene inne, darunter zum Beispiel von 1967 bis 1974 den Fraktions-Vorsitz im Großraumverband Hannover.

## Ehrungen

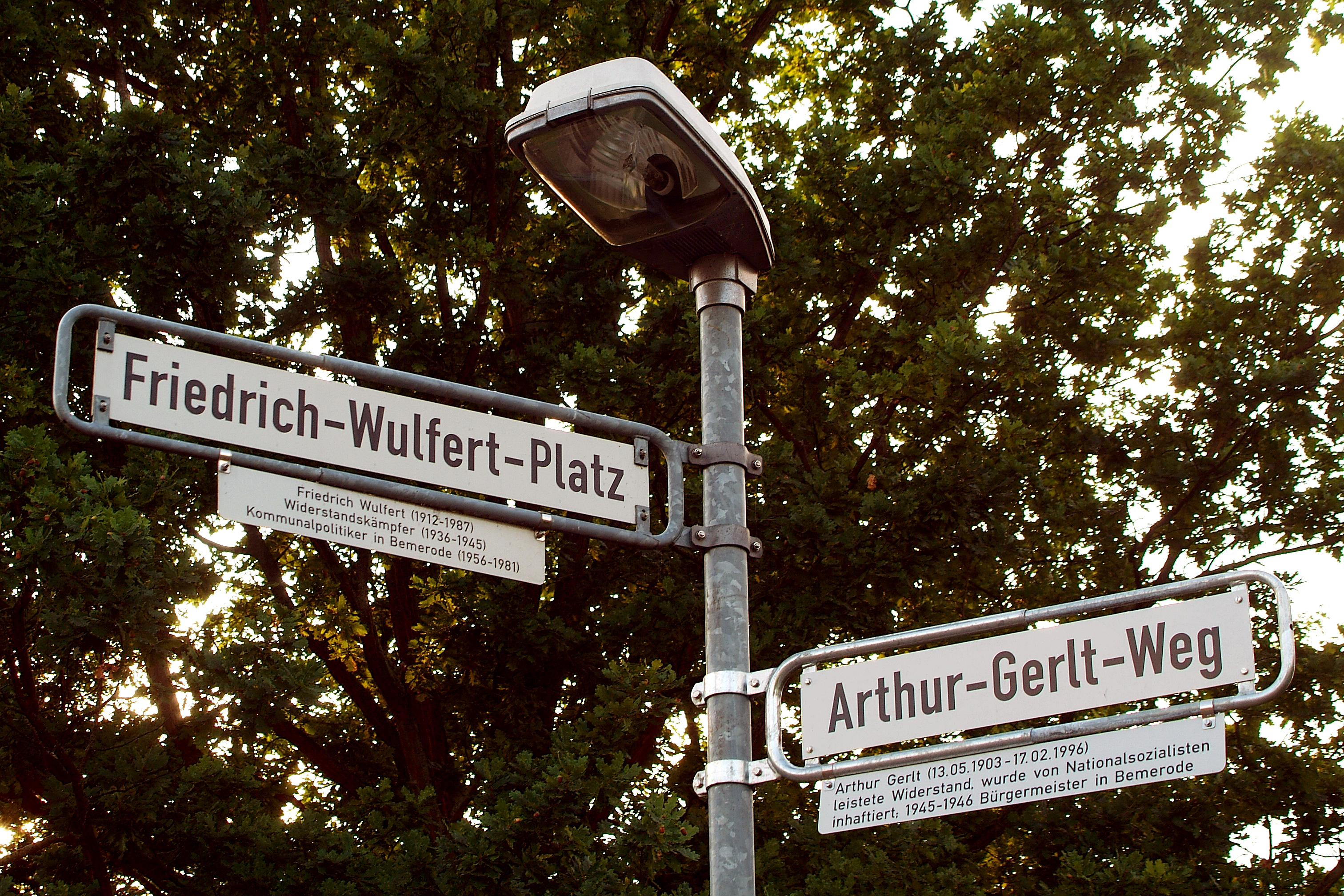
Straßenschilder mit Legendentafeln am Friedrich-Wulfert-Platz in Hannover-Bemerode

- 1985 wurde Wulfert mit der Stadtplakette Hannover ausgezeichnet.
- Am 8. Mai 1989 wurde am Standort des ehemaligen Gerichtsgefängnisses in Hannover das Mahnmal Gerichtsgefängnis enthüllt, das seinen Namen in der Gedenk-Inschrift enthält. Das Mahnmal soll an die dort durch das NS-Regime Verfolgten erinnern.
- 2001 wurde der Friedrich-Wulfert-Platz in Bemerode nach dem Widerstandskämpfer benannt.